# Sainte-Anne, Gers
 Sainte-Anne  là một xã của tỉnh Gers, thuộc vùng Occitanie, tây nam nước Pháp.